# Philine alba
Philine alba är en snäckart som beskrevs av Karl R. Mattox 1958. Philine alba ingår i släktet Philine och familjen havsmandelsnäckor. Inga underarter finns listade i Catalogue of Life.